# پاشلک تک‌زی
پاشلک تک‌زی (نام علمی: Gallinago solitaria) نام یک گونه از تیره آبچلیک است.